# وانغ ينغ (لاعبة كرة قدم)
وانغ ينغ (بالصينية: 王莹) هي لاعبة كرة قدم صينية، ولدت في 18 نوفمبر 1997. شاركت مع منتخب الصين تحت 17 سنة لكرة القدم للسيدات ومنتخب الصين لكرة القدم للسيدات. أما مع النوادي، فقد لعبت مع ووهان جيانغدا.

## وصلات خارجية
- وانغ ينغ على موقع الاتحاد الدولي (مؤرشف)  (الإنجليزية)
- وانغ ينغ على موقع قاعدة بيانات كرة القدم.إي يو (الإنجليزية)
- وانغ ينغ على موقع قاعدة بيانات كرة القدم.إي يو (الإنجليزية)
- وانغ ينغ على موقع Soccerway.com (الإنجليزية)
- وانغ ينغ على موقع أوليمبيديا (الإنجليزية)